# Paràmetre de Rossby
El paràmetre de Rossby (o simplement beta {\displaystyle \beta }) és un nombre utilitzat en geofísica i meteorologia que sorgeix a causa de la variació meridional de la força de Coriolis causada per la forma esfèrica de la Terra. És important en la generació de les ones de Rossby. El paràmetre de Rossby {\displaystyle \beta } ve donat per
{\displaystyle \beta ={\frac {\partial f}{\partial y}}={\frac {1}{a}}{\frac {d}{d\phi }}(2\omega \sin \phi )={\frac {2\omega \cos \phi }{a}}}
on {\displaystyle f} és el paràmetre de Coriolis, {\displaystyle \phi } és la latitud, {\displaystyle \omega } és la velocitat angular de la rotació de la Terra, i {\displaystyle a} és el radi mitjà de la Terra. Encara que tots dos impliquen efectes de Coriolis, el paràmetre de Rossby descriu la variació dels efectes amb la latitud (d'aquí la derivada latitudinal), i no s'ha de confondre amb el nombre de Rossby.